# 虹色のSneaker
「虹色のSneaker」（にじいろのスニーカー）は、林原めぐみの2枚目のシングル。1991年3月5日にスターチャイルドから発売された。8cmCD版（KIDA-15）とカセットテープ版（KISA-15）が発売された。

## 概要
林原めぐみが個人名義でリリースしたシングルとしては2作目で、アルバム『Half and, Half』の先行シングルにあたる。なお、林原は本作以前にシングル「約束だよ」をポリドールより発表しているが、公式では本作がデビューシングルである。ただし、シングルの通算（カウント）には「約束だよ」も含まれている。なお、ポリドールもメジャーレーベルであることから、林原のデビューは「1stシングルがデビューシングルではない」「2ndシングルがデビューシングル」という稀なケースであった。
当時、声優が個人名義でシングルを出すことは極めて珍しいことではあったが、オリコン最高43位、1万1千枚の売上を記録した。
CD発売時から約1か月後に放送開始した自身のラジオ番組『林原めぐみのHeartful Station』で、「虹色のSneaker」が約12年間番組のオープニング・エンディングの両テーマソングとして使用されていた。2003年秋にエンディングが「負けないで、負けないで…」に変更されて以降は、2015年の番組終了までオープニングテーマでのみインストゥルメンタルバージョンが使用された。
カセットテープ版のみ、B面にカラオケ（インストゥルメンタルバージョン）が収録されている。

## 収録曲
（全作曲：辛島美登里、編曲：村瀬恭久）
1. 虹色のSneaker [4:16]
作詞：辛島美登里
  - ラジオ番組『林原めぐみのHeartful Station』主題歌
2. 恋のScramble Race [3:52]
作詞：西脇唯

カセットテープ版は、A面に上記2曲を収録。
B面に両曲のインストゥルメンタルバージョンを収録。

## 収録アルバム
| 曲名              | 収録アルバム       | 発売日        | 規格品番          |
| ----------------- | ------------------ | ------------- | ----------------- |
| 虹色のSneaker     | 『Half and, Half』 | 1991年3月21日 | KICS-100          |
| 虹色のSneaker     | 『WHATEVER』       | 1992年3月5日  | KICS-176          |
| 虹色のSneaker     | 『VINTAGE S』      | 2000年4月26日 | KICS-790          |
| 虹色のSneaker     | 『VINTAGE White』  | 2011年6月11日 | KICS-91670〜91671 |
| 虹色のSneaker     | 『VINTAGE DENIM』  | 2021年3月30日 | KICS-3980〜3982   |
| 恋のScramble Race | 『Half and, Half』 | 1991年3月21日 | KICS-100          |

## カバー
| 曲名          | アーティスト           | 収録アルバム                                                  | 発売日       | 規格品番  |
| ------------- | ---------------------- | ------------------------------------------------------------- | ------------ | --------- |
| 虹色のSneaker | 三千院ナギ（釘宮理恵） | 『「ハヤテのごとく!」キャラクターカバーCD 〜選曲:畑健二郎〜』 | 2009年3月6日 | GNCA-1179 |